# Шевченківська сільська рада (Літинський район)
| Шевченківська сільська рада — колишній орган місцевого самоврядування у Літинському районі Вінницької області з адміністративним центром у с. Шевченка. Сільській раді підпорядковані населені пункти: - с. Шевченка - с. Лисогірка - с. Медведівка |

## Склад ради
Рада складається з 12 депутатів та голови.

## Керівний склад сільської ради
| ПІБ                         | Основні відомості                                                               | Дата обрання | Дата звільнення |
| --------------------------- | ------------------------------------------------------------------------------- | ------------ | --------------- |
| Кондратюк Сергій Афонович   | Сільський голова, 1964 року народження, освіта, член народної партії            | 26.03.2006   | 02.04.2010      |
| Агакіна Людмила Анатоліївна | Сільський голова, 1964 року народження, освіта середня спеціальна, позапартійна | 31.10.2010   |                 |

Примітка: таблиця складена за даними джерела